# Frañsez Kervella
Frañsez Kervella (Dirinon, 1913 - Lannion, 1992) fou un geògraf, gramàtic i escriptor en bretó, conegut pel sobrenom de Kenan Kongar. Era membre d'una família molt pobra que només parlava bretó. Es llicencià en geologia i treballà en prospeccions a Gabon i Costa d'Ivori. Alhora, col·laborà a la revista Gwalarn, però la seva biblioteca fou expropiada quan el 20 d'octubre de 1939 fou dissolt el Partit Nacional Bretó.
El 1940 participà a Berlín en el Bretonische Regierung amb Olier Mordrel i Fransez Debauvais. Posteriorment, el 1941, participaria en la reforma de l'ortografia unificada del bretó i el 1942 fou membre de l'Institut Cèltic de Bretanya. El 1947, es va casar amb Yvette Le Dret (Ivetig an Dred Kervella). Avec son épouse, il s'est consacré activement à la promotion de la langue bretonne, collaborant à plusieurs revues, dont Barr-Heol et Al Liamm. Amb la seva esposa, es va dedicar activament a la promoció de la llengua bretona, contribuint a diverses revistes, com Barr-Heol i Al Liamm. És pare de Riwanon Kervella i Divi Kervella.

## Publicacions
- Yezhadur bras ar brezhoneg (gramàtica) Skridoù Breizh - La Baule. 1947, Al Liamm, 1976, 1995.
- Ar c'havr hag he givri bihan, hervez Grimm Al Liamm. (traducció) 1961.
- Diazezoù ar sevel gwerzioù. Brest. Al Liamm - Brest. 1965.
- Gerioù diazez ar brezhoneg. Hor Yezh - Brest. 1969.
- Méthode nouvelle de breton = Hent nevez d'ar brezhoneg. Hor Yezh : Al Liamm - Brest. 1971.
- An nadozig vurzhudus. Al Liamm. 1976. de Roger Judrin, trad. per Kenan Kongar
- Yezhadur. Hor Yezh - Lesneven. 1979. (amb Jean-Yves Urien, Yann Desbordes)
- An den etre an anken hag an ankoù etre an neñv hag an ifern, gwelet a-dreuz darn eus ar c'hantikoù. Hor Yezh - Lesneven. 1981
- Barzhonegoù. Al Liamm - Brest. 1982. Parcialment publicat a "Gwalarn", 1933-1944
- Nouvelle méthode de breton = Hent nevez d'ar brezhoneg. Ouest-France - Rennes. 1984. il·l. per Erwan Kervella, 1993, 1997
- Dindan gouriz ar bed (e Bro an okoume). Mouladurioù Hor Yezh - Lesneven. 1985.
- An ti e traoñ ar c'hoad : eñvorennoù bugaleaj. Mouladurioù Hor Yezh - Lesneven. 1990.
- Skridoù Frañsez Kervella. Al Liamm. 1993. Notes i articles escrits per Frañsez Kervella entre 1930 i 1941. presentat per Per Denez.